# Hannah Grant
Hannah Grant (født 1982) er en dansk kok kendt fra GO' Morgen Danmark, Masterchef Jul og UCI World tour cykelholdet Team Saxo Bank. Hun har også arbejdet på Noma, Melsted Badehotel og The fat duck.

## TV-produktioner
Hannah Grant har siden 2013 været fast kok på TV2 programmet Go' Morgen Danmark
Hannah Grant er hovedperson i Amazon Prime-miniserien Eat. Race. Win., som var nomineret til to DayTime Emmys for bedste “Culinary show” og bedste “Single Camera Editing”. Serien vandt i sidstnævnte kategori.
Hannah Grant har været gæstedommer i Masterchef Danmark jul 2020 og 2021

## Udgivelser
Grand tour cookbook udkom på dansk i 2013 og følger en Tour de France-madplan dag for dag. Bogen udkom på engelsk i 2015 og blev senere grundlaget for TV-serien Eat. Race. Win. The Grand tour cookbook er udkommet på fem sprog i alt: dansk, engelsk, fransk, tysk og tjekkisk. Bogens ikoniske design er udviklet af Johannes Torpe Studios.
Eat. Race. Win. udkom i 2018 samtidig med TV-serien af samme navn. Bogen er skrevet sammen med den amerikanske forsker, ph.d Stacy Sims, som er kendt for bl.a. at forske i den kvindelige fysiologi og hydrering.

## Iværksætteri
Hannah Grant har sammen med Stacy Sims startet firmaet ERW, som i oktober 2019 lancerede et kosttilskud mod jetlag.